# Rizdveanî, Halîci
Rizdveanî (în ucraineană Різдв`яни) este un sat în comuna Starîi Martîniv din raionul Halîci, regiunea Ivano-Frankivsk, Ucraina.

## Demografie
Componența lingvistică a localității Rizdveanî
     Ucraineană (100%)
Conform recensământului din 2001, toată populația localității Rizdveanî era vorbitoare de ucraineană (100%).